# 柳宿五
長蛇座ε，又名BD+06 2036，HD 74874、SAO 117112、HR 3482，是長蛇座的一颗恒星，视星等为3.38，位于銀經220.72，銀緯28.53，其B1900.0坐标为赤經8h 41m 28.8s，赤緯+6° 28.53′ 9″。